# یواس‌ان‌اس میلینوکت (جی‌اچ‌اس‌وی-۳)
یواس‌ان‌اس میلینوکت (جی‌اچ‌اس‌وی-۳) (به انگلیسی: USNS Millinocket (JHSV-3)) یک کشتی است که طول آن ۱۰۳٫۰ متر (۳۳۷ فوت ۱۱ اینچ) می‌باشد.